# Pickers (Band)
Die Pickers waren eine deutsche Rockband aus Berlin. Ihr Musikstil orientiert sich am Indie-Rock mit Texten in überwiegend deutscher Sprache. Die Bandmitglieder stammen aus dem Saar-Hunsrück-Kreis.

## Geschichte
Die Schulfreunde Lutz Rodenbüsch und Robert Ring beschlossen im Jahr 2007 eine Band zu gründen. Als ein Jahr später mit Alexander Moore, Joshua Bright und Andreas Welsch die restlichen Bandmitglieder dazustießen, wurden Anfang 2008 die „Teddy Pickers“ gegründet. In der Ursprungsbesetzung spielte Andreas Welsch den Bass. Er verließ die Band 2010, und Robert Ring wechselte von der Rhythmusgitarre an den Bass.
Zu Beginn setzte die Band auf englischsprachige Kompositionen, die hauptsächlich von Lutz Rodenbüsch verfasst wurden. Im Sommer 2008 gewannen die Teddy Pickers den lokalen Newcomercontest WND Bandbattle in St. Wendel. und nahmen mit der Gewinnsumme erste Demosongs in den Rogue Studios im saarländischen Neunkirchen auf.
Die Jahre 2009/2010 waren geprägt von diversen Live-Auftritten, überwiegend im Saarland und in Rheinland-Pfalz. Andreas Welsch verließ die Band. Die restlichen Bandmitglieder vollzogen einen Ortswechsel nach Berlin und strichen gleichzeitig das Wort „Teddy“ aus ihrem Bandnamen. In Berlin finanzierten sich die Pickers anfangs durch Straßenmusik, durch die sie Ende 2010 an einem Berliner U-Bahnhof Kontakt mit der Musikindustrie knüpfen konnten.
Nach Vorstellung einiger Demosongs bei regionalen Radiosendern erfolgten Anfang 2011 Einladungen zu Radio Fritz und MDR Sputnik, wo die Pickers als lokaler Newcomer vor dem Hintergrund ihrer Erfahrungen als Straßenmusiker präsentiert wurden. Ende April 2011 nahm die Band am zweimal jährlich vom Berlin/Brandenburger Sender Radio Fritz ausgerichteten Wettbewerb „Fritz Nacht der Talente“ teil und spielte in Berliner Clubs.
2011 eröffneten die Pickers unter anderem verschiedene Deutschlandkonzerte und -tourneen von The Crookes, Young Rebel Set, der US-Band Mona, Kakkmaddafakka oder Blue October. Sie spielten im Juni 2011 auf dem Halberg Open Air des Saarländischen Rundfunks, dessen Jugendwelle Unser Ding die Band innerhalb einer einwöchigen Unplugged-Schultour für eine Energy-Drink-Marke unterstützte. Im selben Jahr produzierten die Pickers auf dem bandeigenen Label Pickersmusic ihre 6-Track-Debüt-EP Pickers mit ausschließlich englischsprachigen Songs, die im Digitalvertrieb von Zebralution Anfang September 2011 veröffentlicht wurde. Ebenfalls im September 2011 ging die Band erneut für Radio Fritz beim New Music Award an den Start. Sie spielte ferner auf dem Hamburger Reeperbahnfestival 2011. Als sogenannte „Schrankband“ trat sie Anfang Oktober 2011 bei neoParadise auf ZDFneo auf. Zur selben Zeit begannen die Pickers, auch Lieder in deutscher Sprache zu komponieren, für die neben Lutz Rodenbüsch auch die weiteren Bandmitglieder als Komponisten tätig wurden.
Anfang 2012 konnte ein Vertrag mit dem Musikverlag BMG Rights Management geschlossen werden. Im März 2012 absolvierten die Pickers als Opener für The Subways eine deutschlandweite Tour. Die Unterstützung der Initiative Musik innerhalb der 18. Förderrunde 2012 ermöglichte der Band schließlich die Produktion ihres Debütalbums, welches Ende September 2012 im Vertrieb von Warner Music veröffentlicht wurde. Am 28. September 2012 vertraten die Pickers beim live auf Pro7 ausgestrahlten Bundesvision Song Contest 2012 das Bundesland Rheinland-Pfalz mit dem Titel 1000 Meilen und erreichten den 11. Platz. Im Anschluss daran absolvierte die Band ihre erste eigene Club-Tour durch Deutschland und war in diversen deutschen Radio- und TV-Sendungen zu Gast. Gegen Ende 2012 konnten die Pickers mit englischsprachigen Titeln auch erste Aufmerksamkeit bei ausländischen Radiostationen erreichen. Als erster Sender außerhalb Deutschlands wählte der polnische Regionalsender Radio Kaszëbë den Titel Nothing Cheers Me Up zum „Song des Tages“.
2013 setzten die Pickers ihre Clubtour fort und spielten außerdem einige Termine als Support für Sportfreunde Stiller sowie verschiedene Festivals. Anschließend zogen sie sich ins Studio zurück, um u. a. mit dem Produzenten Gordon Raphael Songs für das nächste Album aufzunehmen.
Frontmann Lutz Rodenbüsch nennt sich jetzt Lutz Rode und musiziert fortan als Singer/Songwriter. Die ersten Songs konnte man zunächst online hören (u. a. Nur bei dir; 2015). Er veröffentlichte im Sommer 2016 seinen Solo-Hit High mitsamt einem Musikvideo. Außerdem wurde der Song als kostenloser Download angeboten. Sowohl das Video als auch der Song sind fortan nicht mehr online (Stand: Oktober 2020). 2019 folgte die EP Lutz Rode mit vier neuen Tracks. Außerdem sang er im selben Jahr live als Support-Act von Mark Forster.

## Diskografie
- Pickers (EP, 2. September 2011)
- Modern (Album, 28. September 2012)
- Schlange / Kein Geheimnis (2-Track-Single, 30. Mai 2014)